# Pinar Abay
Pinar Abay (Ankara, 1977) is een Turkse bankier. Sinds 2022 is ze voorzitter van de raad van bestuur van ING België.

## Levensloop
Pinar Abay studeerde economie aan de Bilkent-universiteit in Ankara en behaalde een MBA aan de Harvard Business School in de Verenigde Staten. Van 1998 tot 2011 was ze partner bij McKinsey & Company.
In september 2011 begon ze een carrière bij de Nederlandse bankgroep ING. Ze werd CEO van ING Turkije en was van juli 2016 tot januari 2020 tevens bestuurder van ING België. In januari 2020 werd ze hoofd Market Leaders verantwoordelijk voor België, Luxemburg en Nederland. Bovendien werd ze in 2021 andermaal bestuurder van ING België, waar ze in mei 2022 Diego du Monceau als voorzitter van de raad van bestuur opvolgde. Ze was de eerste vrouw in de 150-jarige geschiedenis van de bank die deze functie bekleedde.